# مؤمن الطاق
مؤمن الطاق با نام محمد بن علی بن نعمان بی أبی طریفة بجلی کوفی، کنیه ابو جعفر احول، محدث، متکلم، فقیه و شاعر شیعه بود. وی مؤسس فرقه نعمانیه از فرقه‌های امامیه بود. اهل سنت او را جعل کننده احادیث و از معتزله و شیطان الطاق نامیدند.

## زندگی
او در محلّی موسوم به طاق المحامل در بازار کوفه صرافی داشت و از این رو به «مؤمن طاق» «صاحب طاق» و «طاقی» شناخته می‌شد.
وی از دوستان زین‌العابدین و محمد باقر و از شاگردان جعفر صادق به‌شمار می‌رود. مؤمن الطاق یکی از پیروان باقر است که در دفاع از امامت باقر در برابر زید تلاش زیادی کرده‌است. ابوجعفر بعدها از یاران صادق شد. او که در علم کلام تبحر داشت، به دادن پاسخ‌های تند و هیجان انگیز به مخالفانش مشهور بود. گفته می‌شود در دفاع از امامت با ابوحنیفه هم مناظره داشته‌است. به نوشته رجال کشی و رجال نجاشی، ابوجعفر صاحب تألیف بوده‌است که از آن جمله به «کتاب الامامه» و «کتاب الرد علی المعتزله فی امامه المفضول» می‌توان اشاره کرد.

## از نظر شیعه
شیخ طوسی: او را در میان ما مؤمن الطاق می‌گویند و مخالفان او را شیطان الطاق می‌گویند.
علامه حلی: ملقب به مؤمن الطاق، وصی نسلی، از اصحاب کاظم (علیه السلام)، ثقه و ملقب به احوال بود. و مخالفان او را شیطان الطاق می‌گویند و دکانش در طاق المحمیل کوفه بود.
هشام بن الحکم، نظرات دربارهٔ او متفاوت است و روایت شده‌است که او در پاسخ به عنوان کتاب (ابطال علی الشیطان الطاق) خود را مؤمن الطاق نامید.

## از نظر اهل سنت
بین او و ابوحنیفه مناظرات شد، از جمله در فضایل علی بن ابیطالب مناظره کردند، آن مناظره را ابن حجر عسقلانی در «لسان المیزان» نقل کرده و ابن تیمیه نیز در «منهاج السنه النبویه» ذکر کرده‌است.
از جمله سخنان اوست:
«خداوند چیزی را نمی‌داند تا زمانی که ثابت شود و قبل از اثبات شناخت آن برای او محال است و اگر از اعمال بندگانش آگاه بود، آزمایش آنها برای او بی‌مورد بود» و «خداوند به صورت انسان است، اما جسم ندارد» لذا اهل سنت او را از شیعیان افراطی مجسمه می‌دانند و فرقه شیطانیه امامیه را که موجودیت شیطان را نفی می‌کنند به او نسبت می‌دهند.
امام فخر رازی در کتاب (عقائد مذاهب المسلمین و مشرکین) عقاید او را چنین بیان کرد:
شیطانیه پیروان شیطان طاق هستند که ادعا می‌کنند خالق بر عرش قرار دارد و فرشتگان عرش را حمل می‌کنند نسبت به خدا ضعیف هستند. اما ضعیف ممکن است قوی را حمل کند مانند پای ظریف خروس که هیکل سنگین یک خروس را حمل می‌کند.»
ابوالحسن اشعری در کتاب «مقالات الماسلامین و اختلافات العبادین» می‌گوید: «گروه پنجم از روافض اصحاب شیطان الطاق ادعا می‌کنند که خداوند دانا است و جاهل نیست. اما او چیزها را در صورتی می‌داند که مقدر کند و قبل از آن که مقدر کند محال است که بداند چون موجود نیستند»
اما علمای شیعه این نسبت‌ها را رد می‌کنند؛ نجاشی گفته است چیزهایی به وی نسبت می‌دهند که درست نیست.
محسن امین گفته است ابن حزم که نام ایشان را نمی‌داند چگونه احوال او را می‌شناسد. او همچینن معتقد است که فرقه شیطانیه در زمان خود نویسنده هم وجود خارجی نداشته است و مومن الطاق از این تهمت‌ها مبرا است.